# Lucbardez-et-Bargues
Lucbardez-et-Bargues é uma comuna francesa na região administrativa da Nova Aquitânia, no departamento Landes. Estende-se por uma área de 21,71 km². Em 2010 a comuna tinha 594 habitantes (densidade: 27,4 hab./km²).